# Эннекен, Эмиль
Эмиль Эннекен (фр. Émile Hennequin; 1858[…], Палермо — 14 июля 1888, Сена и Марна, метрополия Франции) — французский писатель

, журналист, издатель, литературный критик (согласно «ЭСБЕ» — «выдающийся») и философ

, писавший в основном теоретические и критические статьи.

## Биография
Работал журналистом, редактировал бюллетень для иностранцев ежедневной газеты Le Temps. Франсис де Прессенсе, затем его сменил Андре Тардье.
Несмотря на то, что Эннекен умер в достаточно юном для литератора возрасте, он успел обратить на себя внимание на родине и за её пределами изданным в Париже в год его смерти сочинением «La Critique scientifique» (русский перевод: «Опыт построения научной критики», СПб., 1892).
Доказывая односторонность критического метода Тэна, Эмиль Эннекен настаивает на необходимости подробного изучения не только общественных влияний, отражающихся на писателе, но и влияния писателя на общество. Из степени распространённости книги и её действия на умы можно и должно, по мнению Э. Эннекена, выводить заключения и о внутреннем значении книги, и её автора. Между писателем и его читателями, в особенности его поклонниками, существуют внутренние аналогии, освещение которых чрезвычайно важно для правильного понимания не только отдельных литературных явлений, но и целой эпохи: «художественное произведение действует только на тех, чьим выражением оно служит».
Полностью эта гипотеза в отношении восприятия, понимания и принятия смысла художественного текста представляется гипотеза звучит так : «Почитатели произведения обладают душевной организацией, аналогичной организации художника, и если последняя благодаря анализу уже известна, то будет законно приписать почитателям произведения те самые способности, те недостатки, крайности и вообще все те выдающиеся черты, которые входят в состав организации художника» [Геннекен 1892: 76]. Иными словами, предполагается, что читатель по своим психологическим характеристиками похож на писателя, книги которого ему нравятся. Эту гипотезу впоследствии развил и пытался проверить экспериментально Н. А. Рубакин. и В. П. Белянин.
Уже после смерти Эннекена вышли в свет, под общим именем: «Etudes de critique scientifique», два сборника его статей, иллюстрирующих его основную мысль: «Ecrivains francisés» (писатели, которых как бы усвоила себе Франция: Диккенс, По, Гейне, Достоевский, Тургенев, Толстой) и «Quelques écrivains françaб».